# Lucia Valentini Terrani
Lucia Valentini Terrani (Padova, 29 agosto 1946 – Seattle, 11 giugno 1998) è stata un mezzosoprano e contralto italiano.

## Biografia
Dopo aver studiato al Conservatorio Benedetto Marcello di Venezia con Adriano Lincetto e Iris Adami Corradetti, esordì a Brescia, nella stagione 1968/69, interpretando quel ruolo di Angelina ne La Cenerentola di Gioachino Rossini, che l'avrebbe poi accompagnata per tutta la carriera e del quale sarebbe divenuta una delle maggiori interpreti del Novecento. La svolta della sua vicenda artistica avvenne nel 1973, grazie al trionfo al Concorso internazionale per voci nuove rossiniane organizzato dalla RAI nel 1972, che le aprì la strada di tutti i più grandi teatri del mondo.
Nello stesso anno sposò l'attore Alfredo Bolognesi, in arte Alberto Terrani, che l'avrebbe seguita in veste di consulente e manager, e volle aggiungere al proprio il cognome d'arte del marito, passando alla storia con il doppio cognome "Valentini Terrani" e seguendo, consapevolmente o meno, l'esempio di tante mitiche cantanti del passato.
Si dedicò inizialmente soprattutto ai ruoli buffi o semiseri del repertorio rossiniano (e più in generale del Settecento belcantista), interpretando, oltre alla citata Cenerentola, Isabella ne L'italiana in Algeri (che può essere considerato il suo secondo cavallo di battaglia), il ruolo del paggio Isoliero ne Il Conte Ory, Rosina nel Barbiere di Siviglia e Carlotta nel Torvaldo e Dorliska, ma affrontò anche personaggi non rossiniani, come Fidalma ne Il matrimonio segreto o Celia ne La fedeltà premiata di Haydn. Oltre ai ruoli belcantistici, ebbe modo di affermarsi anche come una "splendida" Marina Mniszech nel Boris Godunov di Modest Musorgskij, e, più in generale, nel repertorio francese tardo ottocentesco, soprattutto come Carlotta nel Werther e Dulcinea nel Don Quichotte di Massenet, nonché quale protagonista della Mignon di Thomas, mentre hanno lasciato minore eco le sue rare incursioni (soprattutto discografiche) nel repertorio verdiano e il suo sporadico approccio a Carmen.

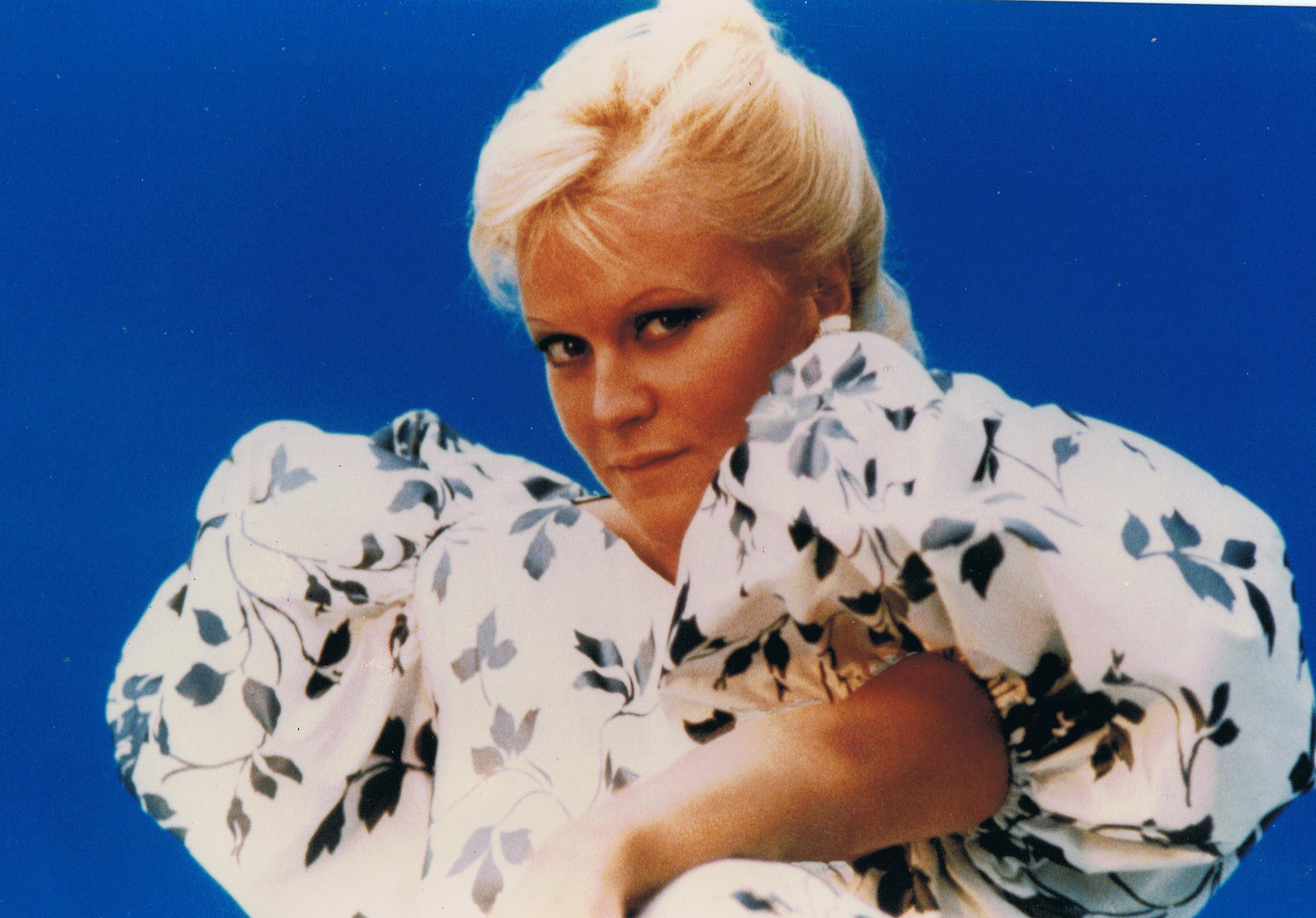
Lucia Valentini Terrani negli anni 1980

Con l'inizio degli anni '80 si pose alla testa, insieme a Marilyn Horne, della riscoperta del Rossini serio, affrontando praticamente tutte le principali parti di eroe in travesti scritte da Rossini per la voce di contralto: da Arsace nell'edizione torinese della Semiramide, al fianco di Katia Ricciarelli e Ferruccio Furlanetto e con la regia di Pier Luigi Pizzi nel 1981, ai debutti al Rossini Opera Festival di Pesaro come Tancredi, Malcolm ne La donna del lago, e Calbo nel Maometto II, prestazioni queste intervallate, nel 1984, dalla partecipazione, come Marchesa Melibea, alla memorabile prima ripresa assoluta de Il viaggio a Reims, a fianco di Katia Ricciarelli, Cecilia Gasdia, Bernadette Manca di Nissa, William Matteuzzi, Leo Nucci, Samuel Ramey, Ruggero Raimondi e Enzo Dara, sotto la direzione di Claudio Abbado e per la regia di Luca Ronconi.
La sua ultima apparizione in palcoscenico data al 1996, quando interpretò la protagonista de La Grande-duchesse de Gérolstein di Offenbach al Festival della Valle d'Itria di Martina Franca.
Nello stesso anno le fu diagnosticata la leucemia e si rivolse per le cure al famoso "Fred Hutchinson Cancer Research Center" di Seattle, dove poco tempo prima era stato trattato, per la stessa malattia, il suo collega e amico José Carreras. Purtroppo non ebbe la stessa fortuna che era toccata al famoso tenore e morì a Seattle nel 1998, dopo un infruttuoso trapianto di midollo osseo.

## Vocalità e personalità interpretativa
Dotata di una voce di bel timbro, morbida, estesa (dal sol diesis grave al do naturale sovracuto), molto duttile e agile e sorretta da una buona preparazione tecnica, è stata tra le interpreti più notevoli del repertorio belcantistico tra il XVIII e il XIX secolo, contribuendo in modo determinante alla rivalutazione del repertorio rossiniano intervenuta nell'ultimo trentennio del XX secolo.
Come ebbe a scrivere Rodolfo Celletti nelle note di copertina di un suo disco di arie rossiniane, «il vocalizzo rapido, le cui note scintillano scandite con meticolosa nettezza, l'estrosa variazione acrobatica, la volata vertiginosa prorompono intensi e luminosi. Levigati, anche geometrici, ma illuminati dalla tensione interna e dalla foga di chi i valori poetici della dialettica rossiniana sa coglierli dovunque: nel fiabesco immaginoso, nella "roulade" allucinante e nella melodia che teneramente ondulando diffonde struggimenti d'un tempo che non era più nostro e che adesso ... stiamo recuperando. La ragazza di Padova ... a questo recupero ha prestato quanto di meglio poteva offrire: una vocazione autentica a cantare Rossini».
Dotata di un'ottima presenza scenica, sia nei ruoli femminili che in quelli in travesti (nei quali riusciva ad assicurare una credibilità interpretativa non facilmente riscontrabile in altre interpreti), per il colore e l'estensione vocale, per le capacità virtuosistiche (esibite nel pieno rispetto dello stile rossiniano) ha contribuito a ridar vita al mito del "contralto musico" del primo Ottocento, utilizzato da Rossini e dai compositori coevi per evocare e, per quanto possibile, perpetuare, l'era, ormai al tramonto, dei castrati.

## Discografia
| Anno        | Titolo Ruolo                     | Cast                                                                                   | Direttore         | Casa                |
| ----------- | -------------------------------- | -------------------------------------------------------------------------------------- | ----------------- | ------------------- |
| 1975        | La fedeltà premiata Celia        | Frederica von Stade, Ileana Cotrubaș, Luigi Alva                                       | Antal Doráti      | Philips             |
| 1977        | Torvaldo e Dorliska Carlotta     | Lella Cuberli, Pietro Bottazzo, Enzo Dara                                              | Alberto Zedda     | Cetra               |
| 1977        | Orlando furioso Alcina           | Marilyn Horne, Victoria de los Ángeles, Sesto Bruscantini                              | Claudio Scimone   | Erato               |
| 1978        | Il mondo della luna Ernesto      | Luigi Alva, Frederica von Stade, Arleen Auger                                          | Antal Dorati      | Philips             |
| 1978        | L'italiana in Algeri Isabella    | Sesto Bruscantini, Ugo Benelli, Enzo Dara                                              | Gary Bertini      | Akanta              |
| 1978 (live) | Boris Godunov Marina             | Nicolai Ghiaurov, Ruggero Raimondi, Nikola Gjuzelev, Fedora Barbieri, Philip Langridge | Claudio Abbado    | Myto                |
|             | L'italiana in Algeri Isabella    | Wladimiro Ganzarolli, Francisco Araiza, Enzo Dara                                      | Gabriele Ferro    | Fonit Cetra         |
| 1980        | La Cenerentola Angelina          | Francisco Araiza, Enzo Dara, Alessandro Corbelli                                       | Gabriele Ferro    | Fonit Cetra         |
| 1981        | Aida Una sacerdotessa            | Katia Ricciarelli, Plácido Domingo, Elena Obrazcova                                    | Claudio Abbado    | Deutsche Grammophon |
| 1982        | Nabucco Fenena                   | Piero Cappuccilli, Ghena Dimitrova, Placido Domingo                                    | Giuseppe Sinopoli | Deutsche Grammophon |
| 1983        | Don Carlos Princesse d'Eboli     | Placido Domingo, Katia Ricciarelli, Ruggero Raimondi                                   | Claudio Abbado    | Deutsche Grammophon |
| 1983        | La donna del lago Malcolm Groeme | Katia Ricciarelli, Dalmacio Gonzáles, Samuel Ramey                                     | Maurizio Pollini  | Sony                |

## Video
- Lux aeterna - Claudio Abbado bei den Proben von Verdis Missa da Requiem (1986)
- Stabat mater - Claudio Abbado (1979)
- Falstaff - Carlo Maria Giulini (1982)
- Concerto Barroco (1982)
- Maometto secondo - Rossini Opera Festival (1985)
- Die Italienerin in Algier - Gary Bertini (1978)
- Il viaggio a Reims - Claudio Abbado (1988)

## Repertorio

### Operistico
| Ruolo             | Titolo                           | Autore      |
| ----------------- | -------------------------------- | ----------- |
| Carmen            | Carmen                           | Bizet       |
| Medea             | Il Giasone                       | Cavalli     |
| Fidalma           | Il matrimonio segreto            | Cimarosa    |
| Tangia            | Le cinesi                        | Gluck       |
| Orfeo             | Orfeo ed Euridice                | Gluck       |
| Bradamante        | Alcina                           | Händel      |
| Ernesto           | Il mondo della luna              | Haydn       |
| Celia             | La fedeltà premiata              | Haydn       |
| Charlotte         | Werther                          | Massenet    |
| Dulcinée          | Don Quichotte                    | Massenet    |
| Dorabella         | Così fan tutte                   | Mozart      |
| Marcellina        | Le nozze di Figaro               | Mozart      |
| Marina            | Boris Godunov                    | Musorgskij  |
| La Duchesse       | La Grande-Duchesse de Gérolstein | Offenbach   |
| Dido              | Dido and Æneas                   | Purcell     |
| Tancredi          | Tancredi                         | Rossini     |
| Isabella          | L'italiana in Algeri             | Rossini     |
| Carlotta          | Torvaldo e Dorliska              | Rossini     |
| Rosina            | Il barbiere di Siviglia          | Rossini     |
| Angelina          | La Cenerentola                   | Rossini     |
| Pippo             | La gazza ladra                   | Rossini     |
| Malcolm Groeme    | La donna del lago                | Rossini     |
| Calbo             | Maometto secondo                 | Rossini     |
| Arsace            | Semiramide                       | Rossini     |
| Marchesa Melibea  | Il viaggio a Reims               | Rossini     |
| Isoliero          | Il Conte Ory                     | Rossini     |
| Giocasta          | Oedipus rex                      | Stravinskij |
| Mignon            | Mignon                           | Thomas      |
| Fenena            | Nabucco                          | Verdi       |
| Princesse d'Eboli | Don Carlos                       | Verdi       |
| Sacerdotessa      | Aida                             | Verdi       |
| Mrs Quickly       | Falstaff                         | Verdi       |
| Alcina            | Orlando furioso                  | Vivaldi     |

### Sinfonico e concertistico
- Ludwig van Beethoven
  - Sinfonia n. 9[4]
- Johannes Brahms
  - Rapsodia per contralto, op. 53
- Georg Friedrich Händel
  - Messiah
- Gustav Mahler
  - Sinfonia n. 3[5]
  - Das Lied von der Erde[6]
- Wolfgang Amadeus Mozart
  - Missa Solemnis in do minore K 139[7]
- Modest Petrovič Musorgskij
  - Iisús Navín (Giosuè)[8]
- Giovanni Battista Pergolesi
  - Stabat Mater
- Lorenzo Perosi
  - La resurrezione di Cristo
- Sergej Prokof'ev
  - Aleksandr Nevskij, Op. 78, cantata per mezzosoprano, coro e orchestra[9]
- Gioachino Rossini
  - Giovanna d'Arco, cantata per contralto e pianoforte
  - Stabat Mater
  - Petite Messe Solennelle
- Igor' Fëdorovič Stravinskij
  - Pulcinella (balletto)[10]
- Giuseppe Verdi
  - Messa di Requiem
- Antonio Vivaldi
  - Gloria
  - Juditha triumphans (Giuditta)
  - Magnificat